# Наукова бібліотека Ужгородського національного університету
Наукова бібліотека Ужгородського національного університету — університетська книгозбірня з фондами, що складають більше 1,5 млн одиниць зберігання. Провідний, науково-інформаційний і просвітницький центр Ужгородського національного університету. Заснована 1945 року.

## Історія
Бібліотеку засновано 1945 року, основу її фондів склала література з колишньої Єпископської бібліотеки, а також з Ужгородської міської бібліотеки. Для розширення бібліотеки сюди було направлено частину дублетів (подвійних примірників) з бібліотек Київського, Ленінградського, Львівського, Московського, Саратовського і Харківського університетів. Організатором бібліотеки був Е. В. Шадуров. У 1947 році бібліотеку очолила О. М. Фесенко.
5 квітня 1949 року виконком Закарпатської обласної Ради передав університету бібліотеку та саме приміщення Ужгородського греко-католицького єпископства, а згодом і частину книг з Мукачівського жіночого монастиря. Серед цих фондів — цінні книги і унікальні зразки як вітчизняного, так і зарубіжного книгодрукування.
Після об'єднання 1954 року учительського інституту (м. Ужгород) з університетом, йому було передано бібліотеку цього інституту. Серед цієї літератури переважали підручники з гуманітарних дисциплін. У 1959 році бібліотеці передано 17 000 книг з колишньої Закарпатської партшколи.
З 1961 до 1972 року бібліотеку очолював I.I.Кирячок. З 1972 по вересень 1977 бібліотеку очолює I.В.Сабадош, а заступником з наукової роботи вперше було призначено Г. М. Довганич, яка потім з вересня 1977 до вересня 1978 року виконувала обов'язки завідувачки бібліотекою. З 1978 року директором бібліотеки працювала О.I.Почекутова.
19 жовтня 2010 року відбулося відкриття нового приміщення бібліотеки площею 1743,4 м² у головному корпусі університету за адресою вул. Університетська, 14.

## Фонди
Фонди бібліотеки становлять понад 1,5 млн документів на різних носіях інформації.
У відділі рукописів та стародруків зберігаються цінні видання та унікальні зразки як вітчизняного, так і зарубіжного друкарства. Бібліотека зберігає книги великої цінності, серед них, зокрема, інкунабули (32), опубліковані латинською мовою до 1500 року. Деякі інкунабули є дуже рідкісними і не мають відповідників у інших бібліотеках.
Інкунабули бібліотеки поділяються на:
- Твори римських письменників (Марка Туллія Цицерона, Публія Овідія Назона, Валерія Максіма, Гая Светонія Траквілла, Клавдія Птоломея);
- Твори християнських письменників III—VII ст. (Лактанція, Евсевія Памфіла. Івана Золотоустого, Аврелія Августина, Орозія, Григорія Великого);
- Твори письменників XII—XV ст. (Йоанна Балба, Бернардіна де Сеніс, Герсона, Франціска Філельфа, Якоба де Ворагіне та Альберта де Ейб);
- Дві біблії.

Серед рукописів та стародруків вирізняються своєю вартістю рукопис Михайла Лучкая «Історія карпатських русинів» (латинською мовою), прижиттєве видання М. Ломоносова «Российская грамматика», збірка безцензурних поем Т. Г. Шевченка, видана 1826 року в Празі, альманах «Русалка Дністровая» М. Шашкевича, І. Вагилевича, Я. Головацького (Будапешт, 1837), велика колекція палеотипів (друковані книги першої половини XVI ст.), одна з найдавніших рукописних книг Закарпаття «Мінея» (1556), рукописи закарпатських письменників, істориків та громадських і культурних діячів — А.Коцака, В.Довговича, І.Базиловича, О.Духновича та багато ін.
Фонд відділу літератури іноземними мовами складає близько 170 тис. примірників книг, журналів понад 60 тис. основними європейськими мовами.
Доволі багатим є фонд «Карпатики», яким опікується Відділ історії Закарпаття. Найстарішими книгами у цьому відділі є книги Іоаникія Базиловича «Короткий нарис фундації Федора Корятовича» — «Brevis notitia Fundationis Theodori Koriathovits» латинською мовою в 2-х книгах (6-ти томах) (1799,1804); праця Іоанна Дулішковича «Исторические черты угро-русских» в 3-х томах (1874). Іншими цінними працями є видання В. Гаджеги, М.Бескида, А.Годинки та ін. У відділі є перекладена з латинської мови праця Михайла Лучкая «Історія Карпатських русинів» в 4-х томах, видана за сприяння ректора УжНУ, рукопис якої зберігається у бібліотеці.
Серед періодичних видань 19 століття цінною є зокрема «Церковна газета», яку редагував І.Раковський (1856—1858), що має автограф О.Духновича; журнал Є.Фенцика «Листок» (1885—1903 рр.). З періодики 1920—1930-х років є газети «Руська нива» (1920—1924 рр.), «Неділя» (1935—1937 рр.), журнали «Підкарпатська Русь», «Наш рідний край», «Пчілка», «Учитель», «Наша школа», «Карпатський світ», «Зоря-Hajnal», «Літературна неділя» (1941—1944) та інші.